# Белоярка (Свердловская область)
Белоя́рка — деревня в Тавдинском городском округе Свердловской области России. Входит в состав Крутинского сельсовета.

## Географическое положение
Расположена на правом берегу реки Тавда в 27 км к северо-западу от окружного центра города Тавды, в 40 км от села Таборы и в 307 км к северо-востоку от Екатеринбурга.

## История
25 июня 1961 года решением Тавдинского облисполкома деревни Белоярка, Ошмарка, Дятлова и Вилка были перечислены из состава Белояровского сельсовета в административно-территориальное подчинение Крутинского сельсовета. Белояровский сельсовет был переименован в Русаковский, а его центр перенесён из Белоярки в пос. Русаковский.

## Климат
Климат континентальный с холодной зимой и тёплым летом.